# Забродський Михайло Віталійович
Забро́дський Михайло Віталійович (нар. 24 січня 1973, Дніпропетровськ, нині Дніпро, УРСР) — український воєначальник, генерал-лейтенант ЗСУ. Командир 95-ї окремої аеромобільної бригади (2012—2014), Командувач Десантно-штурмових військ (2014—2019), перший заступник керівника Антитерористичного центру при СБУ і Керівник АТО (2017—2018), народний депутат України IX скликання (2019—2023), заступник Головнокомандувача ЗС України (2023—2024), Герой України (2014).

## Біографія
Народився 24 січня 1973 року в Дніпрі в сім'ї військових. У 1989 році закінчив середню школу.
З 1989-го по 1994 рік військову освіту здобував у Санкт-Петербурзі у Військово-космічній академії ім. Можайського, далі протягом п'яти років служив за контрактом у РФ. Після повернення в Україну почав службу в 95-ій окремій аеромобільній бригаді, в якій пройшов військові посади від командира взводу до начальника штабу-першого заступника командира 13-го окремого аеромобільного батальйону 95-ї окремої аеромобільної бригади.
У 2005—2006 роках — слухач коледжу Командування армії та штабу США. Вільно володіє англійською мовою.
Після закінчення навчального закладу та отриманні оперативно-тактичного рівня освіти в 2007 році призначений на посаду начальника штабу-першого заступника командира 95-ї окремої аеромобільної бригади, на якій проходив службу до 2012 року.
Восени 2009 року призначений на посаду Командира національного українського миротворчого контингенту у Косово, що входить до складу українсько-польського миротворчого батальйону («УкрПолбат»). Основу контингенту складали військовослужбовці 95-ї окремої аеромобільної бригади 8-го армійського корпусу Сухопутних військ ЗСУ.
У грудні 2012 року призначений Командиром 95-ї окремої аеромобільної бригади (Житомир).
У грудні 2014 року призначений Командувачем Високомобільних десантних військ ЗС України. В серпні 2015 року присвоєно військове звання генерал-майор. В 2016 році присвоєно військове звання генерал-лейтенант.
У 2017 році закінчив Національний університет оборони України та здобув оперативно-стратегічний рівень освіти. У червні 2018 року призначений Командувачем Десантно-штурмових військ ЗС України. Із серпня 2019 року прикомандирований до Верховної Ради України із залишенням на військовій службі для здійснення повноважень Народного депутата України. В період 2019—2023 років — перший заступник голови Комітету Верховної Ради України з національної безпеки, оборони та розвідки.
У березні 2023 року за власним бажанням склав повноваження народного депутата України. У квітні 2023 року призначений заступником Головнокомандувача ЗС України. 10 лютого 2024 року Міністр оборони України Рустем Умєров звільнив Михайла Забродського із займаної посади заступника Головнокомандувача ЗСУ. Одночасно з ним звільнили з посад ще два десятки генералів ЗСУ.

### Російсько-українська війна
У ході Війни на сході України 95-та аеромобільна бригада під командуванням Михайла Забродського виконувала задачу з блокування міст Слов'янськ та Краматорськ, веденням десантно-штурмових дій, захопила та утримувала важливий опорний пункт — гору Карачун.
У квітні 2014 року під командуванням полковника Забродського відбита бойова техніка 25-ї окремої повітрянодесантної бригади, що її захопив противник в місті Слов'янськ раніше. Також у квітні під час проведення десантно-штурмової операції під його особистим керівництвом аеромобільна група в районі населеного пункту Дьяково не допустила відходу підрозділів противника на територію Російської Федерації. 23 травня особисто брав участь у розблокуванні колони 2-го батальйону 30-ї ОМБр біля Рубіжного.
Влітку 2014 року загін у складі 95-ї окремої аеромобільної бригади і частини сил 30 окремої механізованої бригади під командуванням Забродського здійснила рейд у тил противника. За три тижні, виконуючи бойові завдання в тилу противника, бригада Забродського пройшла 470 км від Слов'янська до околиць Донецьку, а потім — уздовж російсько-українського кордону, і через Луганськ повернулася до Слов'янська. На думку американського експерта Філіпа Карбера (англ. Phillip A. Karber), це був найдовший рейд збройного формування у новітній воєнній історії. У вересні 2014 року рейдові загони 95-ї і 79-ї окремих аеромобільних бригад під командуванням Забродського провели рейдові дії в тилу противника на лівому березі річки Кальміус в районі Гранітне.[джерело?]
24 серпня 2014 року командував зведеним парадним батальйоном учасників АТО на параді на честь дня Незалежності.
У жовтні-листопаді 2014 року 95-та окрема аеромобільна бригада виконувала завдання в безпосередньому підпорядкуванні Командувача сил АТО. У червні 2015 року командував українськими силами в ході боїв за Мар'їнку.
Під час війни Михайло Забродський продовжив навчання, а в червні 2017 року закінчив Університет оборони України ім. Черняховського, отримав диплом магістра.
9 листопада 2017 року Президент Порошенко повідомив, що новим командувачем сил АТО призначено Забродського. Одночасно з ним, у ході однієї з наймасштабніших ротацій, у зону проведення АТО на лінію зіткнення зайшло кілька бригад ДШВ, серед яких і 25-та повітряно-десантна та 79-та десантно-штурмова.

### Парламентська діяльність
Перший заступник голови Комітету ВРУ з питань національної безпеки, оборони та розвідки.
17 березня 2023 було оголошено, що Забродський склав мандат нардепа для роботи в керівництві ЗСУ. 20 березня депутати підтримали це рішення.

## Нагороди
- Звання Герой України з врученням ордена «Золота Зірка» (23 серпня 2014) — за особисту мужність, самовідданість та високий професіоналізм, виявлені у захисті державного суверенітету і територіальної цілісності України[23]
- Орден Богдана Хмельницького III ступеня (21 жовтня 2014) — за особисту мужність і героїзм, виявлені у захисті державного суверенітету та територіальної цілісності України, вірність військовій присязі[24]
- Орден Данила Галицького (22 лютого 2010) — за вагомий особистий внесок у розвиток ветеранського руху, вирішення питань соціального захисту та реабілітації ветеранів війни, патріотичне виховання молоді, багаторічну бездоганну службу, зразкове виконання військового обов'язку та з нагоди Дня захисника Вітчизни[25]
- Відзнаки Міністерства оборони України — медалі «10 років Збройним Силам України», «15 років Збройним Силам України», «За сумлінну службу» I та II ст.

## Військове звання
- Генерал-майор (1 серпня 2015)[26]
- Генерал-лейтенант (5 грудня 2016)[27]